# المقدم (أسماء الله الحسنى)
المقدم  هو من أسماء الله الحسنى في الإسلام، ومعناه: أنه تعالى منزّل الأشياء منازلها يقدم ما شاء منها، ويؤخر ما شاء، فلا مقدم لما أخر ولا مؤخر لما قدم، وممن أثبته من الأسماء الحسنى كلًا من التّرمذيّ، وابن حبّان، وابن خزيمة، والطبراني، والبيهقي، والخطابي، والحليمي، وابن حزم، وابن العربي، والقرطبي، وابن القيم، وابن عثيمين.

## في السنة النبوية
لم يرد اسم الله المقدم في القرآن الكريم، ولكن ورد في الأحاديث النبوية، منها:
- عن عبد الله بن عباس:[4] «كان النبيُّ ﷺ إذا قام منَ الليلِ يتهَجَّدُ قال: اللهمَّ لك الحمدُ، أنت قَيِّمُ السماواتِ والأرضِ ومَن فيهِنَّ، ولك الحمدُ، لك مُلكُ السمواتِ والأرضِ ومَن فيهِنَّ، ولك الحمدُ أنت مَلِكُ السمواتِ والأرضِ، ولك الحمدُ، أنت الحقُّ، ووعدُك الحقُّ، ولِقاؤك حقٌّ، وقولُك حقٌّ، والجنةُ حقٌّ، والنارُ حقٌّ، والنبيُّونَ حقٌّ، ومحمدٌ ﷺ حقٌّ، والساعةُ حقٌّ، اللهمَّ لك أسلَمتُ، وبك آمَنتُ، وعليك توكَّلتُ، وإليك أنَبتُ، وبك خاصَمتُ، وإليك حاكَمتُ، فاغفِرْ لي ما قدَّمتُ وما أخَّرتُ، وما أسرَرتُ وما أعلَنتُ، أنت المُقَدِّمُ، وأنت المُؤَخِّرُ، لا إلهَ إلا أنت.»
- عن أبي موسى الأشعري:[5] «عن النبيِّ ﷺ: أنه كان يدعو بهذا الدعاءِ: ربِّ اغفِرْ لي خطيئتي وجهلي، وإسرافي في أمري كلِّه، وما أنت أعلَمُ به مني، اللهم اغفِرْ لي خطاياي، وعمدي وجهلي وهَزلي، وكلُّ ذلك عِندي. اللهم اغفِرْ لي ما قدَّمْتُ وما أخَّرْتُ، وما أسرَرْتُ وما أعلَنْتُ، أنت المقدِّمُ وأنت المُؤَخِّرُ، وأنت على كلِّ شيءٍ قديرٌ»
- عن علي بن أبي طالب قال:[6] «ثمَّ يَكونُ آخرَ ما يقولُ بينَ التَّشَهُّدِ والسَّلامِ، اللَّهمَّ اغفر لي ما قدَّمتُ وما أخَّرتُ، وما أسرَرتُ وما أعلَنتُ، وما أنتَ أعلمُ بِهِ منِّي، أنتَ المقدِّمُ وأنتَ المُؤَخِّرُ، لا إلَهَ إلَّا أنتَ»

## الأقوال في معناه
- قال الحليمي:[7] «(المقدّم) هو المُعطِي لعوالي الرُّتب، و(المؤخّر): هو الدّافع عن عوالي الرّتب.»
- قال ابن الأثير:[8] «في أسماء الله تعالى (المقدّم): هو الّذي يقدِّم الأشياء ويضعها مواضعها، فمن استحقّ التّقديم قدّمه»
- قال الخطابي:[9] «(المقدِّم) هو المنزِّل للأشياء منازلها، يقدّم ما شاء منها، ويؤخّر ما شاء: قدّم المقادير قبل أن يخلق الخلق، وقدّم من أحبّ من أوليائه على غيرهم من عبيده، ورفع الخلق فوق بعض درجات، وقدّم من شاء بالتّوفيق إلى مقامات السّابقين، وأخّر من شاء عن مراتبهم وثبّطهم عنها، لا مقدّم لما أخّر، ولا مؤخّر لما قدّم.»
- قال عبد الرحمن السعدي:[10] «واعلم أنّ التّقديم والتّأخير كلّ منهما نوعان:
- النّوع الأوّل: تقديم وتأخير كونيّان، كتقديم بعض المخلوقات على بعض في الخلق، وتأخير بعضها على بعض، وتقديم الأسباب على مسبّبتها، وهذا لا يمكن حصره.
- النّوع الثّاني: تقديم وتأخير شرعيّان: كتفضيل الله تعالى جنسا على جنس، ومكان على مكان، وزمان على غيره، وقد بيّن ذلك الشّيخ السّعدي رحمه الله في " الحقّ الواضح المبين في شرح توحيد الأنبياء والمرسلين »
- قال محمد خليل هراس:[2] «والتّقديم والتّأخير صفتان من صفات الأفعال التّابعة لمشيئته تعالى وحكمته، وهما أيضا صفتان للذّات، إذ قيامهما بالذّات لا بغيرها، وهكذا كلّ صفات الأفعال هي من هذا الوجه صفات ذات، حيث إنّ الذّات متّصفة بها، ومن حيث تعلّقها بما ينشأ عنها من الأقوال والأفعال تسمّى صفات أفعال .»
- قال ابن القيم:[11]

## لغويًا
جاء في صحاح الجوهري ولسان العرب: «أمّا (المقدِّم) فمأخوذ من: قدَم - بفتح الدّال - يقدُم قَدْما، أي: تقدّم، قال الله تعالى عن فرعون:{يَقْدُمُ قَوْمَهُ يَوْمَ الْقِيَامَةِ فَأَوْرَدَهُمُ النَّارَ} [هود:98]، ومنه "القَدَم" والجمع أَقدام لأنّ بها يتمّ التقدّم والتأخّر، وتطلق "القدم" على السّابقة في الأمور، كما قال تعالى:﴿وَبَشِّرِ الَّذِينَ آمَنُوا أَنَّ لَهُمْ قَدَمَ صِدْقٍ عِنْدَ رَبِّهِمْ﴾ سورة يونس:2، واسم المقدِّم مأخوذ من قَدَّمَ يقدِّم تقديما.
- أمّا قدُم الشّيء - بضمّ الدّال - قِدَما فهو قديم، ومثله تقادم.
- وأمّا قدِم - بكسر الدّال - أي: أتى وجاء، قال تعالى:﴿وَقَدِمْنَا إِلَى مَا عَمِلُوا مِنْ عَمَلٍ فَجَعَلْنَاهُ هَبَاءً مَنْثُوراً﴾ سورة الفرقان:23.»

## وصلات خارجية
- اسم الله المقدم المؤخر، موقع محمد راتب النابلسي.
- المقدم المؤخر، موقع الدرر السنية.
- المقدم المؤخر، موقع أسماء الله الحسنى.